# Poder Popular (Colombia)
Poder Popular es un partido político colombiano fundado el 30 de enero de 1982 por el expresidente de Colombia, Ernesto Samper Pizano. Se trata de una escisión radical del Partido Liberal Colombiano, grupo político al que estaba afiliado Samper desde 1973, y con el cual llegó a la presidencia en 1994.
Poder Popular fue un movimiento que ya había existido durante finales de los años 80 y principios de los 90, con el cual Samper buscó hacer los preparativos de su futura campaña presidencial, y fue uno de los movimientos liberales surgidos de la división entre los líderes del partido y sus sucesores políticos, como el caso del Nuevo Liberalismo, de Luis Carlos Galán (patrocinado por el expresidente Carlos Lleras Restrepo) y Apertura Liberal.
En la actualidad, pese a que no está en firme su constitución, es uno de los movimientos liberales escindidos del liberalismo oficial, junto al Nuevo Liberalismo de los hermanos Galán, y ¡En Marchaǃ del exsenador Juan Fernando Cristo. Con éste movimiento ya son tres los expresidentes que tiene su partido político personalista, junto a sus sucesores directos los expresidentes Andrés Pastrana (Nueva Fuerza Democrática), y Álvaro Uribe (Centro Democrático).

## Historia
El Movimiento Poder Popular fue una corriente política surgida en 1982 dentro del Partido Liberal de Colombia, en contraposición al movimiento del Nuevo Liberalismo. Se originó con el propósito de representar y defender los intereses de los sectores populares, buscando ofrecer propuestas sociales significativas para abordar sus necesidades.
El Poder Popular tomó forma durante el periodo en que Ernesto Samper lideraba el Instituto de Estudios Liberales. Inicialmente arraigado en Bogotá y Cundinamarca, en 1984 el movimiento adquirió relevancia a nivel nacional, presentando candidaturas para los Concejos y Asambleas locales. Este impulso llevó a la elección de Ernesto Samper como Concejal de Bogotá y posteriormente como diputado de Cundinamarca. Su enfoque se centró en fortalecer las organizaciones sociales, colaborando estrechamente con juntas de acción comunal, vendedores ambulantes, usuarios de servicios públicos, artesanos, pensionados, técnicos electricistas, mujeres, entre otros grupos.
Identificado como la vertiente socialdemócrata dentro del Partido Liberal, el Poder Popular atrajo una creciente atención en eventos académicos y políticos, aumentando su base de seguidores. Organizó tres "congresos nacionales de organizaciones populares", cada uno con una asistencia de aproximadamente mil personas. Uno de sus hitos más destacados fue la quema de recibos de servicios públicos frente al Capitolio Nacional en protesta por los aumentos tarifarios que afectaban a las familias de bajos ingresos.
En 1986, el movimiento ganó reconocimiento a nivel nacional y organizó la Marcha de las 7 Plagas, una manifestación que congregó a cerca de 10 mil personas en la Carrera Séptima hasta la Plaza de Toros, expresando la insatisfacción social a través de carrozas temáticas sobre los problemas de la ciudad.Tras esta manifestación histórica,  Ernesto Samper y otros líderes del movimiento lograron representación en el Congreso de la República. Este período marcó a Samper como un líder nacional, compitiendo con figuras prominentes como Luis Carlos Galán.
El rápido ascenso del Poder Popular llevó a Ernesto Samper a postularse como candidato presidencial en 1989 para las elecciones de 1990. Sin embargo, el asesinato de  Luis Carlos Galán y la ascensión de César Gaviria al poder cambiaron el panorama político. A pesar de la derrota electoral, el movimiento continuó su labor. Durante el gobierno de Gaviria, Samper ocupó cargos como Ministro de Desarrollo Económico y Embajador en España. En 1993, regresó al país y lanzó una campaña presidencial exitosa, asumiendo la presidencia en 1994.